# Boks na Letnich Igrzyskach Olimpijskich 1904
Rezultaty zawodów bokserskich rozegranych podczas Igrzysk Olimpijskich w Saint Louis w 1904 roku. Wszyscy medaliści zawodów reprezentowali Stany Zjednoczone. W zawodach udział wzięło 18 amerykańskich pięściarzy. Wszystkie walki bokserskie miały miejsce w dniach 21-22 września 1904 roku w hali Francis Gymnasium.

## Medaliści
| Konkurencja                            | Złoto           | Srebro            | Brąz                          |
| Waga musza (–47,6 kg) (szczegóły)      | George Finnegan | Miles Burke       | startowało tylko 2 zawodników |
| Waga kogucia (–52,2 kg) (szczegóły)    | Oliver Kirk     | George Finnegan   | startowało tylko 2 zawodników |
| Waga piórkowa (–56,7 kg) (szczegóły)   | Oliver Kirk     | Frank Haller      | Frederick Gilmore             |
| Waga lekka (–61,2 kg) (szczegóły)      | Harry Spanjer   | Russell van Horn  | Peter Sturholdt               |
| Waga półśrednia (–65,8 kg) (szczegóły) | Albert Young    | Harry Spanjer     | Joseph Lydon                  |
| Waga średnia (–71,7 kg) (szczegóły)    | Charles Mayer   | Benjamin Spradley | startowało tylko 2 zawodników |
| Waga ciężka (+71,7 kg) (szczegóły)     | Samuel Berger   | Charles Mayer     | William Michaels              |

### Uwaga
Jack Egan zdobył srebrny medal w wadze lekkiej (do 61,2 kg) oraz brązowy w wadze półśredniej (do 65,8 kg), jednakże w listopadzie 1905 r. został zdyskwalifikowany.

## Tabela medalowa
| Poz. | Państwo           | złoto | srebro | brąz |    |
| 1    | Stany Zjednoczone | 7     | 7      | 5    | 19 |